# 1er régiment de tirailleurs du Cameroun
Pour les articles homonymes, voir 1er régiment et RTC.
Le 1er régiment de tirailleurs du Cameroun (1er RTC) est un régiment d'infanterie qui dépendait de l'Armée de terre française. Basé au Cameroun, il combat au sein des forces françaises libres pendant la Seconde Guerre mondiale.

## Création et différentes dénominations
- 1er octobre 1915 : création du régiment de marche de tirailleurs sénégalais du Cameroun[1]
- 23 avril 1916 : dissous[1]
- 1er juillet 1916 : création du régiment de tirailleurs sénégalais du Cameroun[1]
- 31 décembre 1925 : dissous[1]
- septembre 1940 : création du régiment de tirailleurs du Cameroun[1]
- 1er avril 1941 : renommé 1er régiment de tirailleurs du Cameroun[1]
- 1er janvier 1946 : devient bataillon de tirailleurs du Cameroun (BTC)
- 1er février 1957 : scindé en deux : BTC no 1 et BTC no 2[1]
- 1er décembre 1958 : le BTC no 1 devient 10e bataillon d'infanterie de marine et le BTC no 2 devient le 17e bataillon d'infanterie de marine[1]

## Chef de corps
- octobre 1915 - avril 1916 : lieutenant-colonel Faucon[2]

## Historique

### Première Guerre mondiale
Le régiment de marche de tirailleurs sénégalais du Cameroun est créé le 1er octobre 1915 en regroupant les trois bataillons français formés d'éléments divers engagés dans la conquête du Kamerun allemand, renforcés par un quatrième bataillon qui arrive mi-octobre à Douala. Il est dissous le 23 avril 1916.

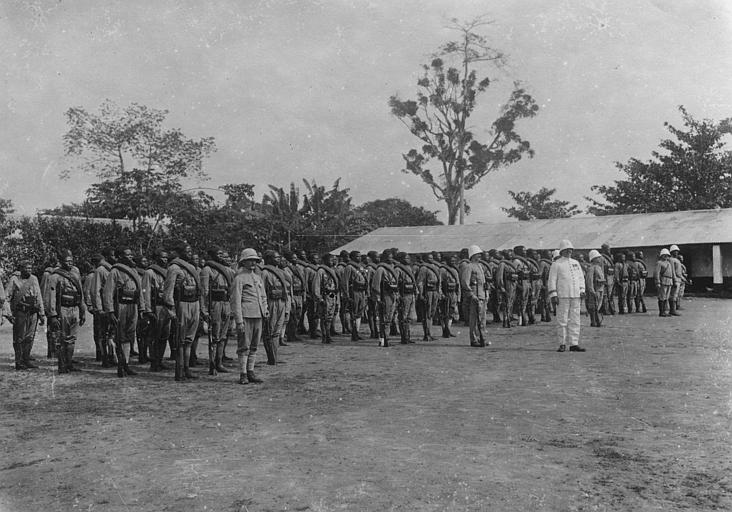
La 2e compagnie du 1er bataillon du régiment du Cameroun dans son cantonnement à Édéa, 30/1/1917.

L'unité est recréé quelque mois plus tard, sous le nom de régiment de tirailleurs sénégalais du Cameroun, parfois simplement désigné régiment du Cameroun.

### Entre-deux-guerres
Le régiment est dissous en 1925, remplacé par un bataillon de milice du Cameroun, qui opère en parallèle de la Garde indigène chargé de la police coloniale (de),. Le bataillon de milice compte quatre compagnies et un détachement d'artillerie.

### Seconde Guerre mondiale

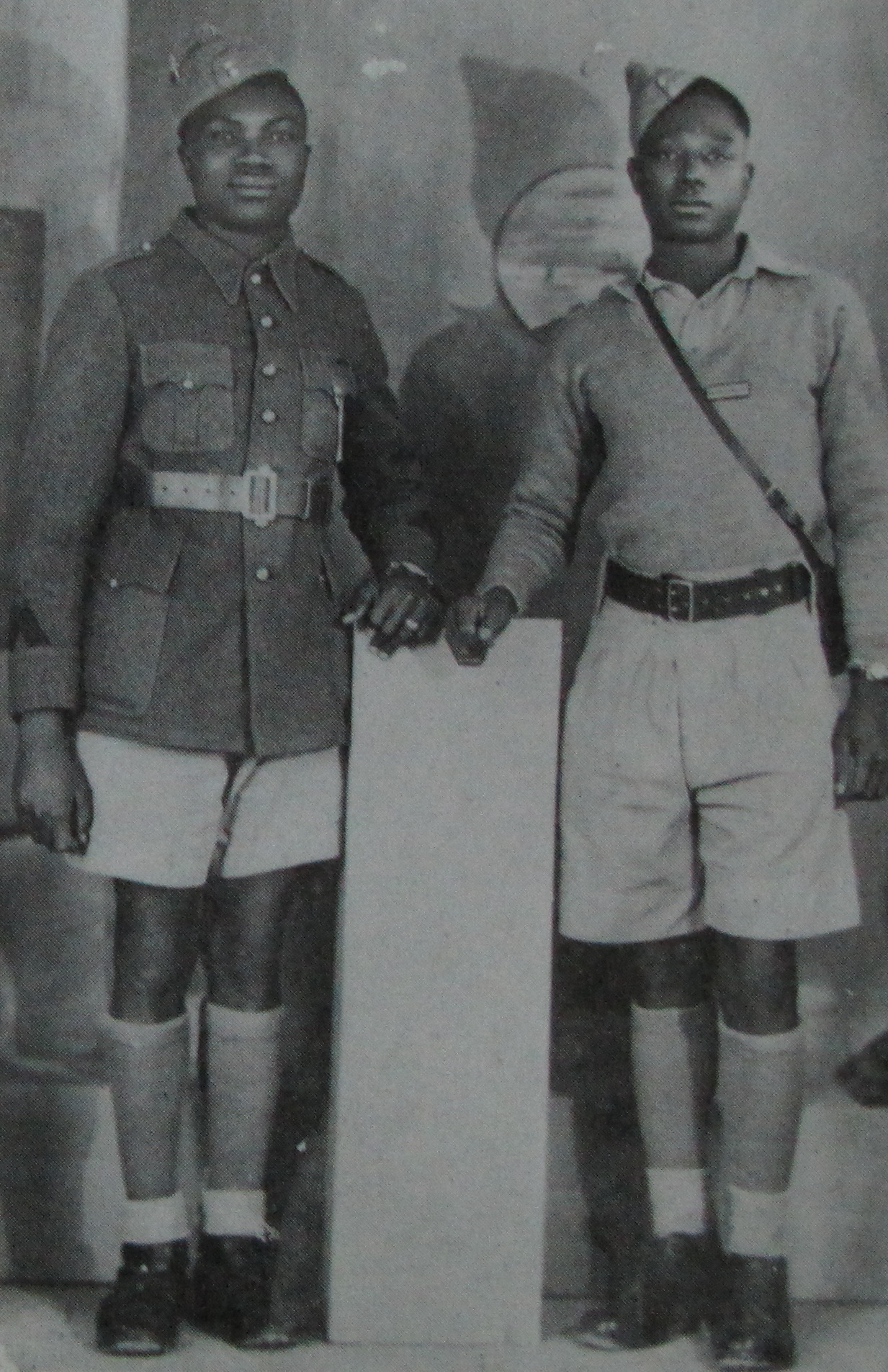
Un caporal-chef de la milice du Cameroun en compagnie du sergent Raphaël Onana, peu avant la transformation de leur unité en RTC.

Le régiment est recréé en septembre 1940, après le ralliement du Cameroun à la France libre. Le colonel Leclerc y regroupe les différentes forces de polices coloniales du Cameroun.
Le régiment est engagé dès novembre dans la campagne du Gabon, contre les forces vichystes.
Il forme ensuite plusieurs bataillons de marche (BM 4, BM 5, BM 7, BM 9, BM 13 et BM 14). Les effectifs du 1er RTC sont réduits dès 1943 à un seul bataillon.

### Après-guerre
Le 1er janvier 1946, le régiment est renommé bataillon de tirailleurs du Cameroun. Le BTC est engagé fin décembre 1956 dans la guerre du Cameroun en Sanaga-Maritime.
Le bataillon est dédoublé en février 1957, le BTC no 1 en garnison à Yaoundé et le BTC no 2 en garnison à Douala. Ces deux bataillons, toujours engagés dans des opérations contre le parti rebelle UPC, deviennent des bataillons d'infanterie de marine en décembre 1958.

## Insigne

Insigne du bataillon de tirailleurs du Cameroun.

L'insigne du 1er RTC, ainsi que des bataillons de marche stationnées au Cameroun, est un ovale d'argent chargé de la carte du Cameroun sur une ancre de marine, entourée de la devise du régiment J'y suis, j'y reste et Cameroun. La carte du Cameroun est elle-même chargée d'une croix de Lorraine. L'insigne, conçu fin 1941-début 1942, est débattu par les troupes qui l'acceptent. Au moment où le Cameroun n'est plus le bastion assiégé de la France libre mais une zone « calme », la devise paraît ironiquement désigner les soldats restés au Cameroun comme des « embusqués ». De plus, la carte du Cameroun, de couleur bleue, est comparée à une statue de la Vierge Marie.
Le bataillon de tirailleurs du Cameroun reprend cet insigne, l'inscription Cameroun étant remplacée par BTC et l'ovale étant évidé.

## Personnalités ayant servi au régiment
- Compagnons de la Libération
  - Louis Oubre (1885-1942), officier français.
  - Émile Dehon (1900-1995), aumônier militaire.
  - Pierre Schrimpf (1905-1944), officier français.
  - Julien Chabert (1905-1978), officier français.
  - Louis Le Bastard (1906-1945), officier français.
  - Jacques Langlois de Bazillac (1912-1950), résistant français.
  - Robert Quilichini (1912-1979), général français.
  - Jean Plantevin (1913-1980), officier français.
  - Albert Piault (1914-1944), officier français.
  - Jean-Gabriel Revault d'Allonnes (1914-1994), général français.
  - Albert Chareyre (1915-1946), officier français.
  - Georges Jeanperrin (1916-2003), officier français.
  - Georges Delrieu (1919-1944), officier français.
  - Albert Savary (1921-1975), officier français.
  - Henri Cotteret (1922-1970).

- Autres personnalités
  - Fernand Audier (1897-1967)
  - Jean Marie Lamberton (1911-2004), officier français.
  - Raphaël Onana (1919-2002)